# Hugo Costa
Hugo Alexandre Esteves Costa (Tramagal, 4 novembre 1973) è un ex calciatore portoghese, di ruolo difensore.